# August Wetzel
August Wetzel (* 24. September 1850 in Wilster, Holstein; † 10. Oktober 1907 in Kiel) war ein deutscher Bibliothekar und Historiker.

## Leben
August Wetzel studierte ab 1869 an den Universitäten in Kiel und Leipzig Klassische Philologie und Geschichte. Er war Teilnehmer am Deutsch-Französischen Krieg 1870/71 und danach als Privatlehrer tätig.
Wetzel wechselte 1877 zur Universitätsbibliothek Kiel. 1881 wurde er mit der Schrift „Translatio S. Alexandri“ promoviert und im gleichen Jahr zum Kustos ernannt. 1894 wurde er Oberbibliothekar und 1903 Direktor der Bibliothek als Nachfolger von Emil Julius Hugo Steffenhagen. Wetzel war Sekretär der Gesellschaft für Schleswig-Holsteinische Geschichte, in deren Zeitschrift der Gesellschaft für Schleswig-Holsteinische Geschichte er zahlreiche Artikel veröffentlichte.
Nebenamtlich war Wetzel betraut mit der Katalogisierung der Ständischen Bibliothek, der Büchersammlung des Landtages der preußischen Provinz Schleswig-Holstein. Diese war der Vorgänger der 1895 gegründeten Landesbibliothek. Auf Grundlage seiner Gedanken zum Aufbau und Inhalt einer Landesbibliothek wurden 1895 die „Grundsätze für die Verwaltung der Provinzial-Bibliothek“ formuliert.

## Schriften (Auswahl)
- Die Translatio S. Alexandri. Eine kritische Untersuchung. Schmidt & Klaunig, Kiel 1881.
- Die Lübecker Briefe des Kieler Stadtarchivs 1422–1534. In: Mitteilungen der Gesellschaft für Kieler Stadtgeschichte, Commissions-Verlag der Universitäts-Buchhandlung, Kiel 1883.
- Die Klosterbibliothek zu Bordesholm und die Gottorfer Bibliothek, 1884. mit Emil Julius Hugo Steffenhagen (Digitalisat).
- Das Landrecht und die Beliebungen des „Rothen Buchs“ in Tonning. Lipsius & Tischer, Kiel 1888.
- Erinnerungen des General-Majors L. N. H. von Buchwald an seine Commandantschaft zu Altona im Dezember 1813. Mitgetheilt von Bibliothekar Dr. August Wetzel (1850–1907). In: Zeitschrift der Gesellschaft für Schleswig-Holsteinische Geschichte, Vol. 23 (1893), S. 121–208.